# Fort VIa w Poznaniu
Fort VIa (Stockhausen, Ludwika Bogusławskiego) (oryg. Zwischenwerk VIa) – jeden z 18 fortów wchodzących w skład Twierdzy Poznań. Znajduje się na Golęcinie przy ulicy Golęcińskiej. 

## Historia
Zbudowany został w latach 1879–1882, w pierwszym etapie budowy twierdzy fortowej. Fort otrzymał nazwę Stockhausen na cześć Augusta von Stockhausena (wcześniej nazwę tę nosił Nadszaniec V Stockhausen). W 1931 zmieniono patronów na polskich, Fort VIa otrzymał imię generała Ludwika Bogusławskiego.
Podczas bitwy o Poznań według raportu Karlheinza Enkego „Fort na lewo od nas, Stockhausen, został zaatakowany. Musiało to być w nocy z 3 na 4 lub 4 na 5 lutego. Było bardzo zimno i my – razem około 6 ludzi – dostarczaliśmy na saniach amunicję do tegoż fortu. Fort został prawie okrążony. Po południu Rosjanie zaatakowali od południa biegnącą w tym miejscu linię kolejową z Poznania do Obornik. Wielu atakujących leżało teraz w otwartym przedpolu fortu. Na wale kolejowym rozstawiliśmy MG, a inni transportowali amunicję. Obsada fortu miała nadzieję, że będą mogli się poddać. Ale tego rozkazu nie przynieśliśmy. Nasze rozpoznanie podawało, że Rosjanie nie przebili się przez nasyp kolejowy w kierunku wschodnim. O załodze fortu VIa nie usłyszałem już nigdy więcej”. Fort ten upadł najwcześniej pośród wszystkich włączonych w północny odcinek obrony. 
W latach 90. w pobliżu fortu VIa ekshumowano około dwustu niemieckich i 40 węgierskich żołnierzy. Zdaniem Antona Szabadakai to tylko część. 
Teren fortu wchodzi w skład obszaru Natura 2000 (obszar specjalnej ochrony SOO „Fortyfikacje w Poznaniu”, symbol PLH300005).

## Lokalizacja i konstrukcja

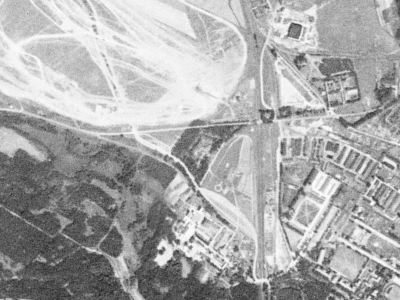
Zdjęcie satelitarne fortu (1965).

Dojazd do fortu drogą rokadową (ul. Lutycka). W pobliżu obiektu linia kolejowa Piła Główna – Poznań POD (na wschodzie) i jezioro Rusałka (na południu).
Ze względu na swoją konstrukcję fort ten był unikatem w poznańskiej twierdzy. Środkowa część koszar szyjowych była załamana kleszczowo w stronę czoła, przez co narys obiektu był pięciokątny (pozostałe forty pośrednie mają narys trapezowy).

### Przebudowy
W 1888 roku fort został zmodernizowany i wzmocniony. Rozebrano obie kaponiery czołowe, a w ich miejsce zbudowano nowe kaponiery rewersowe. Po wojnie fort został wysadzony i w większości rozebrany. Zachowane są obie kaponiery przeciwskarpowe, wyjścia z koszar na majdany oraz polskie schrony z 1939 roku.
Około 2005 na teren fortu nawieziono ziemię zasypując tym samym część koszar szyjowych, fosę, a także wnętrza zachowanych korytarzy. Operacja ta miała na celu uporządkowanie tego obszaru i przygotowanie pod rekultywację. Od tego czasu nie podjęto żadnych innych działań.